# Anthony Ovayero Ewherido
Anthony Ovayero Ewherido (* 8. Oktober 1960 in Eghwu) ist ein nigerianischer römisch-katholischer Geistlicher und Bischof von Warri.

## Leben
Anthony Ovayero Ewherido besuchte das Kleine Seminar Holy Martyr’s of Uganda in Effurun. Anschließend studierte Ewherido Philosophie und Katholische Theologie am Priesterseminar Saints Peter and Paul in Ibadan. Am 18. Oktober 1986 empfing er das Sakrament der Priesterweihe für das Bistum Warri.
Ewherido war zunächst als Pfarrvikar der Pfarrei St. Jude in Effurun tätig, bevor er 1988 Rektor des Kleinen Seminars Holy Martyr’s of Uganda in Effurun wurde. Von 1992 bis 1994 war er Pfarrer der Pfarrei Mother of the Redeemer in Effurun. 1994 wurde Anthony Ovayero Ewherido in die USA entsandt, wo er 2006 nach weiterführenden Studien an der St. John’s University und an der Fordham University in New York City mit der Arbeit Matthew’s Gospel and Judaism in the late first century C.E.: the evidence from Matthew’s chapter on Parables (Matthew 13:1–52) („Das Matthäus-Evangelium und das Judentum im späten ersten Jahrhundert n. Chr.: die Aussagen des Matthäus-Kapitels über die Gleichnisse (Matthäus 13,1–52)“) zum Doktor der Theologie im Fach Bibelwissenschaft promoviert wurde. Zudem erwarb er am Päpstlichen Athenaeum Regina Apostolorum in Rom ein Diplom. Neben seinen Studien wirkte er als Seelsorger in den Pfarreien Our Lady of Victory in Floral Park (1994–2005) und St. Frances Cabrini in Coram (1995–2006) sowie als Kaplan am Universitätskrankenhaus in Stony Brook (1995–2006). Nach der Rückkehr in seine Heimat wurde Ewherido Pfarrer der Pfarrei Sacred Heart in Abraka. Ab 2007 lehrte er am Priesterseminar Saints Peter and Paul in Ibadan. Von 2013 bis 2019 fungierte er zusätzlich als dessen Subregens und ab 2019 schließlich als dessen Regens. Darüber hinaus lehrte Ewherido von 2013 bis 2021 am Theologischen Institut der Dominikaner in Ibadan.
Am 28. Dezember 2022 ernannte ihn Papst Franziskus zum Bischof von Warri. Der Apostolische Nuntius in Nigeria, Erzbischof Antonio Filipazzi, spendete ihm am 9. Februar 2023 in der Kirche des Kleinen Seminars Holy Martyr’s of Uganda in Effurun die Bischofsweihe; Mitkonsekratoren waren der Erzbischof von Benin City, Augustine Obiora Akubeze, und der Erzbischof von Ibadan, Gabriel ’Leke Abegunrin.

## Schriften
- Matthew’s Gospel and Judaism in the late first century C.E.: the evidence from Matthew’s chapter on Parables (Matthew 13:1–52). Peter Lang, New York City 2006, ISBN 978-0-8204-7938-5.